# Coppa del Mondo di salto con gli sci
La Coppa del Mondo di salto con gli sci è un circuito internazionale di gare di salto con gli sci organizzato annualmente dalla Federazione internazionale sci e snowboard (FIS), a partire dalla stagione 1979-1980.
Le gare si svolgono da novembre a marzo prevalentemente su trampolini europei, con alcune prove in Nord America e in Giappone. Nel calendario della Coppa del Mondo sono state inserite anche le tappe del Torneo dei quattro trampolini, competizione esistente sin dal 1952. Ai primi 30 classificati di ogni singola gara vengono assegnati punti a scalare (100 punti al vincitore, 1 al 30°). Alla fine della stagione il saltatore con il punteggio complessivo più alto vince la Coppa del Mondo.
Il trofeo consegnato al vincitore è una sfera di cristallo, che rappresenta il mondo, su un piedistallo. È lo stesso trofeo consegnato ai vincitori delle altre Coppe del Mondo organizzate dalla FIS (sci alpino, sci di fondo, combinata nordica). Per questo a volte il termine "sfera di cristallo" è usato come sinonimo di Coppa del Mondo. Dalla stagione 2011/2012 è stato istituito anche il circuito al femminile e la corrispondente assegnazione del trofeo alla saltatrice che conclude la Coppa del Mondo col punteggio più elevato.

## Classifica generale

### Uomini
| Stagione | Vincitore                 | Secondo                   | Terzo                  |
| -------- | ------------------------- | ------------------------- | ---------------------- |
| 1979/80  | Hubert Neuper             | Armin Kogler              | Stanisław Bobak        |
| 1980/81  | Armin Kogler              | Roger Ruud                | Horst Bulau            |
| 1981/82  | Armin Kogler (2)          | Hubert Neuper             | Horst Bulau (2)        |
| 1982/83  | Matti Nykänen             | Horst Bulau               | Armin Kogler           |
| 1983/84  | Jens Weißflog             | Matti Nykänen             | Pavel Ploc             |
| 1984/85  | Matti Nykänen             | Andreas Felder            | Ernst Vettori          |
| 1985/86  | Matti Nykänen             | Ernst Vettori             | Andreas Felder         |
| 1986/87  | Vegard Opaas              | Ernst Vettori             | Andreas Felder         |
| 1987/88  | Matti Nykänen (4)         | Pavel Ploc                | Primož Ulaga           |
| 1988/89  | Jan Boklöv                | Jens Weißflog             | Dieter Thoma           |
| 1989/90  | Ari-Pekka Nikkola         | Ernst Vettori (3)         | Andreas Felder         |
| 1990/91  | Andreas Felder            | Stephan Zünd              | Dieter Thoma (2)       |
| 1991/92  | Toni Nieminen             | Werner Rathmayr           | Andreas Felder (4)     |
| 1992/93  | Andreas Goldberger        | Jaroslav Sakala           | Noriaki Kasai          |
| 1993/94  | Espen Bredesen            | Jens Weißflog (2)         | Andreas Goldberger     |
| 1994/95  | Andreas Goldberger        | Roberto Cecon             | Janne Ahonen           |
| 1995/96  | Andreas Goldberger (3)    | Ari-Pekka Nikkola         | Janne Ahonen           |
| 1996/97  | Primož Peterka            | Dieter Thoma              | Kazuyoshi Funaki       |
| 1997/98  | Primož Peterka (2)        | Kazuyoshi Funaki          | Andreas Widhölzl       |
| 1998/99  | Martin Schmitt            | Janne Ahonen              | Noriaki Kasai (2)      |
| 1999/00  | Martin Schmitt (2)        | Andreas Widhölzl          | Janne Ahonen           |
| 2000/01  | Adam Małysz               | Martin Schmitt            | Risto Jussilainen      |
| 2001/02  | Adam Małysz               | Sven Hannawald            | Matti Hautamäki        |
| 2002/03  | Adam Małysz               | Sven Hannawald (2)        | Andreas Widhölzl       |
| 2003/04  | Janne Ahonen              | Roar Ljøkelsøy            | Bjørn Einar Romøren    |
| 2004/05  | Janne Ahonen (2)          | Roar Ljøkelsøy (2)        | Matti Hautamäki (2)    |
| 2005/06  | Jakub Janda               | Janne Ahonen (2)          | Andreas Küttel         |
| 2006/07  | Adam Małysz (4)           | Anders Jacobsen           | Simon Ammann           |
| 2007/08  | Thomas Morgenstern        | Gregor Schlierenzauer     | Janne Ahonen (4)       |
| 2008/09  | Gregor Schlierenzauer     | Simon Ammann              | Wolfgang Loitzl        |
| 2009/10  | Simon Ammann              | Gregor Schlierenzauer     | Thomas Morgenstern     |
| 2010/11  | Thomas Morgenstern (2)    | Simon Ammann (2)          | Adam Małysz            |
| 2011/12  | Anders Bardal             | Gregor Schlierenzauer (3) | Andreas Kofler         |
| 2012/13  | Gregor Schlierenzauer (2) | Anders Bardal             | Kamil Stoch            |
| 2013/14  | Kamil Stoch               | Peter Prevc               | Severin Freund         |
| 2014/15  | Severin Freund            | Peter Prevc (2)           | Stefan Kraft           |
| 2015/16  | Peter Prevc               | Severin Freund            | Kenneth Gangnes        |
| 2016/17  | Stefan Kraft              | Kamil Stoch               | Daniel-André Tande     |
| 2017/18  | Kamil Stoch (2)           | Richard Freitag           | Daniel-André Tande (2) |
| 2018/19  | Ryōyū Kobayashi           | Stefan Kraft              | Kamil Stoch            |
| 2019/20  | Stefan Kraft              | Karl Geiger               | Ryōyū Kobayashi        |
| 2020/21  | Halvor Egner Granerud     | Markus Eisenbichler       | Kamil Stoch (3)        |
| 2021/22  | Ryōyū Kobayashi (2)       | Karl Geiger (2)           | Marius Lindvik         |
| 2022/23  | Halvor Egner Granerud (2) | Stefan Kraft (2)          | Anže Lanišek           |
| 2023/24  | Stefan Kraft (3)          | Ryōyū Kobayashi           | Andreas Wellinger      |
| 2024/25  | Daniel Tschofenig         | Jan Hörl                  | Stefan Kraft (2)       |

## Torneo dei quattro trampolini
| Stagione | Oberstdorf                     | Garmisch-Partenkirchen       | Innsbruck                    | Bischofschofen        | Vincitore tournée        |
| -------- | ------------------------------ | ---------------------------- | ---------------------------- | --------------------- | ------------------------ |
| 1953     | Erling Kroken                  | Asgeir Dølplads              | Sepp Bradl                   | Halvor Næs            | Sepp Bradl               |
| 1953/54  | Olaf Bjørn Bjørnstad           | Olaf Bjørn Bjørnstad         | Olaf Bjørn Bjørnstad         | Sepp Bradl            | Olaf Bjørn Bjørnstad     |
| 1954/55  | Aulis Kallakorpi               | Aulis Kallakorpi             | Torbjørn Ruste               | Torbjørn Ruste        | Hemmo Silvennoinen       |
| 1955/56  | Aulis Kallakorpi Eino Kirjonen | Hemmo Silvennoinen           | Koba Zakadze                 | Yuri Skvortsov        | Nikolaj Kamenskij        |
| 1956/57  | Pentti Uotinen                 | Nikolaj Kamenskij            | Nikolai Schamov              | Eino Kirjonen         | Pentti Uotinen           |
| 1957/58  | Nikolaj Kamenskij              | Willi Egger                  | Helmut Recknagel             | Helmut Recknagel      | Helmut Recknagel         |
| 1958/59  | Helmut Recknagel               | Helmut Recknagel             | Helmut Recknagel             | Walter Habersatter    | Helmut Recknagel         |
| 1959/60  | Max Bolkart                    | Max Bolkart                  | Max Bolkart                  | Alwin Plank           | Max Bolkart              |
| 1960/61  | Juhani Kärkinen                | Koba Zakadze                 | Kalevi Kärkinen              | Helmut Recknagel      | Helmut Recknagel         |
| 1961/62  | Eino Kirjonen                  | Georg Thoma                  | Willi Egger                  | Willi Egger           | Eino Kirjonen            |
| 1962/63  | Toralf Engan                   | Toralf Engan                 | Toralf Engan                 | Torbjørn Yggeseth     | Toralf Engan             |
| 1963/64  | Torbjørn Yggeseth              | Veiko Kankkonen              | Veiko Kankkonen              | Baldur Preiml         | Veiko Kankkonen          |
| 1964/65  | Torgeir Brandtzæg              | Erkki Pukka                  | Torgeir Brandtzæg            | Bjørn Wirkola         | Torgeir Brandtzæg        |
| 1965/66  | Veiko Kankkonen                | Paavo Lukkariniemi           | Dieter Neuendorf             | Veiko Kankkonen       | Veiko Kankkonen          |
| 1966/67  | Dieter Neuendorf               | Bjørn Wirkola                | Bjørn Wirkola                | Bjørn Wirkola         | Bjørn Wirkola            |
| 1967/68  | Dieter Neuendorf               | Bjørn Wirkola                | Gariy Napalkov               | Jiří Raška            | Bjørn Wirkola            |
| 1968/69  | Bjørn Wirkola                  | Bjørn Wirkola                | Bjørn Wirkola                | Jiří Raška            | Bjørn Wirkola            |
| 1969/70  | Gariy Napalkov                 | Jiří Raška                   | Bjørn Wirkola                | Jiří Raška            | Horst Queck              |
| 1970/71  | Ingolf Mork                    | Ingolf Mork                  | Zbyněk Hubač                 | Ingolf Mork           | Jiří Raška               |
| 1971/72  | Yukio Kasaya                   | Yukio Kasaya                 | Yukio Kasaya                 | Bjørn Wirkola         | Ingolf Mork              |
| 1972/73  | Rainer Schmidt                 | Rainer Schmidt               | Sergei Botschkov             | Rudolf Höhnl          | Rainer Schmidt           |
| 1973/74  | Hans-Georg Aschenbach          | Walter Steiner               | Hans-Georg Aschenbach        | Bernd Eckstein        | Hans-Georg Aschenbach    |
| 1974/75  | Willi Pürstl                   | Karl Schnabl                 | Karl Schnabl                 | Karl Schnabl          | Willi Pürstl             |
| 1975/76  | Toni Innauer                   | Toni Innauer                 | Jochen Danneberg             | Toni Innauer          | Jochen Danneberg         |
| 1976/77  | Toni Innauer                   | Jochen Danneberg             | Henry Glaß                   | Walter Steiner        | Jochen Danneberg         |
| 1977/78  | Matthias Buse                  | Jochen Danneberg             | Per Bergerud                 | Kari Yliantila        | Kari Yliantila           |
| 1978/79  | Yury Ivanov                    | Josef Samek                  | Pentti Kokkonen              | Pentti Kokkonen       | Pentti Kokkonen          |
| 1979/80  | Jochen Danneberg               | Hubert Neuper                | Hubert Neuper                | Martin Weber          | Hubert Neuper            |
| 1980/81  | Hubert Neuper                  | Horst Bulau                  | Jari Puikkonen               | Armin Kogler          | Hubert Neuper            |
| 1981/82  | Matti Nykänen                  | Roger Ruud                   | Per Bergerud Manfred Deckert | Hubert Neuper         | Manfred Deckert          |
| 1982/83  | Horst Bulau                    | Armin Kogler                 | Matti Nykänen                | Jens Weißflog         | Matti Nykänen            |
| 1983/84  | Klaus Ostwald                  | Jens Weißflog                | Jens Weißflog                | Jens Weißflog         | Jens Weißflog            |
| 1984/85  | Ernst Vettori                  | Jens Weißflog                | Matti Nykänen                | Hroar Stjernen        | Jens Weißflog            |
| 1985/86  | Pekka Suorsa                   | Pavel Ploc                   | Jari Puikkonen               | Ernst Vettori         | Ernst Vettori            |
| 1986/87  | Vegard Opaas                   | Andreas Bauer                | Primož Ulaga                 | Tuomo Ylipulli        | Ernst Vettori            |
| 1987/88  | Pavel Ploc                     | Matti Nykänen                | Matti Nykänen                | Matti Nykänen         | Matti Nykänen            |
| 1988/89  | Dieter Thoma                   | Matti Nykänen                | Jan Boklöv                   | Mike Holland          | Risto Laakkonen          |
| 1989/90  | Dieter Thoma                   | Jens Weißflog                | Ari-Pekka Nikkola            | František Jež         | Dieter Thoma             |
| 1990/91  | Jens Weißflog                  | Andreas Felder Jens Weißflog | Ari-Pekka Nikkola            | Andreas Felder        | Jens Weißflog            |
| 1991/92  | Toni Nieminen                  | Andreas Felder               | Toni Nieminen                | Toni Nieminen         | Toni Nieminen            |
| 1992/93  | Christof Duffner               | Noriaki Kasai                | Andreas Goldberger           | Andreas Goldberger    | Andreas Goldberger       |
| 1993/94  | Jens Weißflog                  | Espen Bredesen               | Andreas Goldberger           | Espen Bredesen        | Espen Bredesen           |
| 1994/95  | R. Schwarzenberger             | Janne Ahonen                 | Kazuyoshi Funaki             | Andreas Goldberger    | Andreas Goldberger       |
| 1995/96  | Mika Laitinen                  | R. Schwarzenberger           | Andreas Goldberger           | Jens Weißflog         | Jens Weißflog            |
| 1996/97  | Dieter Thoma                   | Primož Peterka               | Kazuyoshi Funaki             | Dieter Thoma          | Primož Peterka           |
| 1997/98  | Kazuyoshi Funaki               | Kazuyoshi Funaki             | Kazuyoshi Funaki             | Sven Hannawald        | Kazuyoshi Funaki         |
| 1998/99  | Martin Schmitt                 | Martin Schmitt               | Noriaki Kasai                | Andreas Widhölzl      | Janne Ahonen             |
| 1999/00  | Martin Schmitt                 | Andreas Widhölzl             | Andreas Widhölzl             | Andreas Widhölzl      | Andreas Widhölzl         |
| 2000/01  | Martin Schmitt                 | Noriaki Kasai                | Adam Małysz                  | Adam Małysz           | Adam Małysz              |
| 2001/02  | Sven Hannawald                 | Sven Hannawald               | Sven Hannawald               | Sven Hannawald        | Sven Hannawald           |
| 2002/03  | Sven Hannawald                 | Primož Peterka               | Janne Ahonen                 | Bjørn Einar Romøren   | Janne Ahonen             |
| 2003/04  | Sigurd Pettersen               | Sigurd Pettersen             | Peter Žonta                  | Sigurd Pettersen      | Sigurd Pettersen         |
| 2004/05  | Janne Ahonen                   | Janne Ahonen                 | Janne Ahonen                 | Martin Höllwarth      | Janne Ahonen             |
| 2005/06  | Janne Ahonen                   | Jakub Janda                  | Lars Bystøl                  | Janne Ahonen          | Janne Ahonen Jakub Janda |
| 2006/07  | Gregor Schlierenzauer          | Andreas Küttel               | Anders Jacobsen              | Gregor Schlierenzauer | Anders Jacobsen          |
| 2007/08  | Thomas Morgenstern             | Gregor Schlierenzauer        | Janne Ahonen                 | Janne Ahonen          | Janne Ahonen             |
| 2008/09  | Simon Ammann                   | Wolfgang Loitzl              | Wolfgang Loitzl              | Wolfgang Loitzl       | Wolfgang Loitzl          |
| 2009/10  | Andreas Kofler                 | Gregor Schlierenzauer        | Gregor Schlierenzauer        | Thomas Morgenstern    | Andreas Kofler           |
| 2010/11  | Thomas Morgenstern             | Simon Ammann                 | Thomas Morgenstern           | Tom Hilde             | Thomas Morgenstern       |
| 2011/12  | Gregor Schlierenzauer          | Gregor Schlierenzauer        | Andreas Kofler               | Thomas Morgenstern    | Gregor Schlierenzauer    |
| 2012/13  | Anders Jacobsen                | Anders Jacobsen              | Gregor Schlierenzauer        | Gregor Schlierenzauer | Gregor Schlierenzauer    |
| 2013/14  | Simon Ammann                   | Thomas Diethart              | Anssi Koivuranta             | Thomas Diethart       | Thomas Diethart          |
| 2014/15  | Stefan Kraft                   | Anders Jacobsen              | Richard Freitag              | Michael Hayböck       | Stefan Kraft             |
| 2015/16  | Severin Freund                 | Peter Prevc                  | Peter Prevc                  | Peter Prevc           | Peter Prevc              |
| 2016/17  | Stefan Kraft                   | Daniel-André Tande           | Daniel-André Tande           | Kamil Stoch           | Kamil Stoch              |
| 2017/18  | Kamil Stoch                    | Kamil Stoch                  | Kamil Stoch                  | Kamil Stoch           | Kamil Stoch              |
| 2018/19  | Ryōyū Kobayashi                | Ryōyū Kobayashi              | Ryōyū Kobayashi              | Ryōyū Kobayashi       | Ryōyū Kobayashi          |
| 2019/20  | Ryōyū Kobayashi                | Marius Lindvik               | Marius Lindvik               | David Kubacki         | Dawid Kubacki            |
| 2020/21  | Karl Geiger                    | David Kubacki                | Kamil Stoch                  | Kamil Stoch           | Kamil Stoch              |
| 2021/22  | Ryōyū Kobayashi                | Ryōyū Kobayashi              | Ryōyū Kobayashi              | Daniel Huber          | Ryōyū Kobayashi          |
| 2022/23  | Halvor Egner Granerud          | Halvor Egner Granerud        | Dawid Kubacki                | Halvor Egner Granerud | Halvor Egner Granerud    |
| 2023/24  | Andreas Wellinger              | Anže Lanišek                 | Jan Hörl                     | Stefan Kraft          | Ryōyū Kobayashi          |
| 2024/25  | Stefan Kraft                   | Daniel Tschofenig            | Stefan Kraft                 | Daniel Tschofenig     | Daniel Tschofenig        |

## Classifiche di specialità

### Volo con gli sci
| Stagione | Vincitore                 | Secondo                      | Terzo                           |
| -------- | ------------------------- | ---------------------------- | ------------------------------- |
| 1990/91  | Stephan Zünd              | Stefan Horngacher            | Ralf Gebstedt                   |
| 1991/92  | Werner Rathmayr           | Andreas Goldberger           | Andreas Felder                  |
| 1992/93  | Jaroslav Sakala           | Didier Mollard               | Andreas Goldberger              |
| 1993/94  | Jaroslav Sakala (2)       | Espen Bredesen               | Roberto Cecon                   |
| 1994/95  | Andreas Goldberger        | Takanobu Okabe               | Roberto Cecon (2)               |
| 1995/96  | Andreas Goldberger (2)    | Janne Ahonen                 | Christof Duffner                |
| 1996/97  | Primož Peterka            | Takanobu Okabe (2)           | Kazuyoshi Funaki                |
| 1997/98  | Sven Hannawald            | Kazuyoshi Funaki             | Andreas Widhölzl Primož Peterka |
| 1998/99  | Martin Schmitt            | Noriaki Kasai                | Hideharu Miyahira               |
| 1999/00  | Sven Hannawald (2)        | Janne Ahonen (2)             | Tommy Ingebrigtsen              |
| 2000/01  | Martin Schmitt (2)        | Adam Malysz                  | Risto Jussilainen               |
| 2008/09  | Gregor Schlierenzauer     | Harri Olli                   | Simon Ammann                    |
| 2009/10  | Robert Kranjec            | Gregor Schlierenzauer        | Simon Ammann                    |
| 2010/11  | Gregor Schlierenzauer     | Martin Koch                  | Thomas Morgenstern              |
| 2011/12  | Robert Kranjec (2)        | Martin Koch (2)              | Simon Ammann (3)                |
| 2012/13  | Gregor Schlierenzauer (3) | Robert Kranjec               | Andreas Stjernen                |
| 2013/14  | Peter Prevc               | Noriaki Kasai (2)            | Gregor Schlierenzauer           |
| 2014/15  | Peter Prevc               | Severin Freund               | Jurij Tepeš                     |
| 2015/16  | Peter Prevc (3)           | Robert Kranjec (2)           | Johann André Forfang            |
| 2016/17  | Stefan Kraft              | Andreas Wellinger            | Kamil Stoch                     |
| 2017/18  | Andreas Stjernen          | Robert Johansson Kamil Stoch |                                 |
| 2018/19  | Ryōyū Kobayashi           | Markus Eisenbichler          | Piotr Żyła                      |
| 2019/20  | Stefan Kraft              | Timi Zajc                    | Piotr Żyła (2)                  |
| 2020/21  | Karl Geiger               | Ryōyū Kobayashi              | Markus Eisenbichler             |
| 2021/22  | Žiga Jelar                | Timi Zajc (2)                | Stefan Kraft                    |
| 2022/23  | Stefan Kraft (3)          | Halvor Egner Granerud        | Anže Lanišek                    |
| 2023/24  | Daniel Huber              | Stefan Kraft                 | Peter Prevc                     |
| 2024/25  | Domen Prevc               | Anže Lanišek                 | Andreas Wellinger               |

## Classifica generale

### Donne
| Stagione | Vincitrice             | Seconda                    | Terza              |
| -------- | ---------------------- | -------------------------- | ------------------ |
| 2011/12  | Sarah Hendrickson      | Daniela Iraschko           | Sara Takanashi     |
| 2012/12  | Sara Takanashi         | Sarah Hendrickson          | Coline Mattel      |
| 2013/12  | Sara Takanashi         | Carina Vogt                | Yūki Itō           |
| 2014/12  | Daniela Iraschko-Stolz | Sara Takanashi             | Carina Vogt        |
| 2015/12  | Sara Takanashi         | Daniela Iraschko-Stolz (2) | Maja Vtič          |
| 2016/12  | Sara Takanashi (4)     | Yūki Itō                   | Maren Lundby       |
| 2017/12  | Maren Lundby           | Katharina Althaus          | Sara Takanashi (2) |
| 2018/12  | Maren Lundby           | Katharina Althaus          | Juliane Seyfarth   |
| 2019/20  | Maren Lundby (3)       | Chiara Hölzl               | Eva Pinkelnig      |
| 2020/21  | Nika Križnar           | Sara Takanashi (2)         | Marita Kramer      |
| 2021/22  | Marita Kramer          | Nika Križnar               | Urša Bogataj       |
| 2022/23  | Eva Pinkelnig          | Katharina Althaus (3)      | Ema Klinec         |
| 2023/24  | Nika Prevc             | Eva Pinkelnig              | Alexandria Loutitt |
| 2024/25  | Nika Prevc (2)         | Selina Freitag             | Katharina Althaus  |

## Vincitori di gare di Coppa del Mondo

### Uomini
Dati aggiornati al 22 marzo 2025
Gregor Schlierenzauer detiene il record di vittorie nelle singole gare di Coppa del Mondo (53). Lo seguono Matti Nykänen con 46 e Stefan Kraft con 45. 
Janne Ahonen detiene il record di vittorie consecutive (6, eguagliato da Matti Hautamäki, Thomas Morgenstern, Gregor Schlierenzauer e Ryōyū Kobayashi), mentre Stefan Kraft detiene quello di podi complessivi in carriera (126). Peter Prevc detiene il record di vittorie in una sola stagione di Coppa del Mondo (15 nella stagione 2015-2016).
     Saltatori in attività
Si elencano solamente gli atleti con almeno 10 vittorie in carriera.
| Pos. | Nome atleta           | Carriera  | Coppa del Mondo    | Coppa del Mondo   | Coppa del Mondo  | Totale | % Vittorie |
| Pos. | Nome atleta           | Carriera  | Trampolino piccolo | Trampolino grande | Volo con gli sci | Totale | % Vittorie |
| ---- | --------------------- | --------- | ------------------ | ----------------- | ---------------- | ------ | ---------- |
| 1    | Gregor Schlierenzauer | 2006–2021 | 2                  | 37                | 14               | 53     | 19%        |
| 2    | Matti Nykänen         | 1981–1991 | 15                 | 25                | 6                | 46     | 35%        |
| 3    | Stefan Kraft          | 2007–     | 2                  | 33                | 10               | 45     | 14%        |
| 4    | Adam Małysz           | 1995–2011 | 2                  | 31                | 6                | 39     | 11%        |
|      | Kamil Stoch           | 2003–     | –                  | 34                | 5                | 39     | 9%         |
| 6    | Janne Ahonen          | 1992–2018 | 2                  | 32                | 2                | 36     | 9%         |
| 7    | Ryōyū Kobayashi       | 2013–     | 2                  | 30                | 3                | 35     | 16%        |
| 8    | Jens Weißflog         | 1980–1996 | 12                 | 21                | –                | 33     | 19%        |
| 9    | Martin Schmitt        | 1997–2014 | 1                  | 24                | 3                | 28     | 10%        |
| 10   | Andreas Felder        | 1980–1992 | 9                  | 13                | 3                | 25     | 15%        |
|      | Halvor Egner Granerud | 2013–     | –                  | 22                | 3                | 25     | 15%        |
| 12   | Peter Prevc           | 2006–2024 | –                  | 16                | 8                | 24     | 7%         |
| 13   | Simon Ammann          | 1997–     | 1                  | 22                | –                | 23     | 5%         |
|      | Thomas Morgenstern    | 2002–2014 | 2                  | 20                | 1                | 23     | 9%         |
| 15   | Severin Freund        | 2002–2022 | 2                  | 18                | 2                | 22     | 9%         |
| 16   | Andreas Goldberger    | 1991–2005 | 3                  | 12                | 5                | 20     | 7%         |
| 17   | Andreas Widhölzl      | 1993–2008 | –                  | 16                | 2                | 18     | 6%         |
|      | Sven Hannawald        | 1992–2004 | –                  | 14                | 4                | 18     | 10%        |
| 19   | Noriaki Kasai         | 1988–     | 1                  | 13                | 3                | 17     | 3%         |
| 20   | Matti Hautamäki       | 1997–2012 | –                  | 13                | 3                | 16     | 6%         |
| 21   | Kazuyoshi Funaki      | 1992–2012 | 3                  | 11                | 1                | 15     | 6%         |
|      | Ernst Vettori         | 1981–1994 | 7                  | 8                 | –                | 15     | 8%         |
|      | Primož Peterka        | 1996–2011 | 1                  | 13                | 1                | 15     | 7%         |
|      | Karl Geiger           | 2008–     | 3                  | 10                | 2                | 15     | 6%         |
| 25   | Armin Kogler          | 1977–1985 | 4                  | 9                 | –                | 13     | 14%        |
|      | Horst Bulau           | 1979–1992 | 8                  | 5                 | –                | 13     | 10%        |
| 27   | Dieter Thoma          | 1985–1999 | 1                  | 11                | –                | 12     | 6%         |
|      | Andreas Kofler        | 2002–2019 | 1                  | 11                | –                | 12     | 4%         |
| 29   | Roar Ljøkelsøy        | 1993–2010 | –                  | 10                | 1                | 11     | 3%         |
|      | Dawid Kubacki         | 2004–     | –                  | 11                | –                | 11     | 4%         |
| 31   | Pavel Ploc            | 1982–1991 | 3                  | 7                 | –                | 10     | 8%         |
|      | Anders Jacobsen       | 2003–2015 | –                  | 8                 | 2                | 10     | 6%         |

### Donne
Dati aggiornati al 21 marzo 2025
Tra le donne Sara Takanashi è l'atleta più vittoriosa con 63 vittorie, seguita da Maren Lundby con 30 e Nika Prevc con 22.
     Saltatrici in attività
Si elencano solamente le atlete con almeno 10 vittorie in carriera.
| Pos. | Nome atleta       | Carriera  | Coppa del Mondo    | Coppa del Mondo   | Coppa del Mondo  | Totale | % Vittorie |
| Pos. | Nome atleta       | Carriera  | Trampolino piccolo | Trampolino grande | Volo con gli sci | Totale | % Vittorie |
| ---- | ----------------- | --------- | ------------------ | ----------------- | ---------------- | ------ | ---------- |
| 1    | Sara Takanashi    | 2009–     | 54                 | 9                 | –                | 63     | 28%        |
| 2    | Maren Lundby      | 2007–2023 | 21                 | 9                 | –                | 30     | 19%        |
| 3    | Nika Prevc        | 2018–     | 9                  | 12                | 1                | 22     | 17%        |
| 4    | Katharina Althaus | 2008–     | 11                 | 8                 | –                | 19     | 8%         |
| 5    | Daniela Iraschko  | 2002–2023 | 14                 | 2                 | –                | 16     | 12%        |
|      | Eva Pinkelnig     | 2014–     | 12                 | 4                 | –                | 16     | 10%        |
| 7    | Marita Kramer     | 2015–     | 6                  | 9                 | –                | 15     | 16%        |
| 8    | Sarah Hendrickson | 2008–2019 | 12                 | 1                 | –                | 13     | 21%        |

## Record

### Maggiori vincitori di Coppe del Mondo
Il finlandese Matti Nykänen ed il polacco Adam Małysz sono gli unici ad aver vinto quattro volte la Coppa del Mondo (1983, 1985, 1986 e 1988 il primo e 2001, 2002, 2003 e 2007 il secondo). Dietro a loro, a quota tre, gli austriaci Andreas Goldberger (1993, 1995, 1996) e Stefan Kraft (2017, 2020, 2024). Nove saltatori sono riusciti a far il bis: l'austriaco Armin Kogler (1981, 1982), lo sloveno Primož Peterka (1997, 1998), il tedesco Martin Schmitt (1999, 2000), il finlandese Janne Ahonen (2004, 2005), gli austriaci Thomas Morgenstern (2008, 2011) e Gregor Schlierenzauer (2009, 2013), il polacco Kamil Stoch (2014 e 2018), il giapponese Ryōyū Kobayashi (2019 e 2022) e il norvegese Halvor Egner Granerud (2021 e 2023).
Tra le donne la giapponese Sara Takanashi vanta quattro affermazioni (2013, 2014, 2016 e 2017), mentre la norvegese Maren Lundby ha vinto tre volte (2018, 2019 e 2020) e la slovena Nika Prevc due volte (2024 e 2025).

#### Uomini
| Nome                  | Nazione   | Carriera         | Coppe del Mondo |
| --------------------- | --------- | ---------------- | --------------- |
| Matti Nykänen         | Finlandia | 1981-1990        | 4               |
| Adam Małysz           | Polonia   | 1995-2011        | 4               |
| Andreas Goldberger    | Austria   | 1991-2005        | 3               |
| Stefan Kraft          | Austria   | 2012-in attività | 3               |
| Armin Kogler          | Austria   | 1980-1985        | 2               |
| Primož Peterka        | Slovenia  | 1996-2009        | 2               |
| Martin Schmitt        | Germania  | 1997-2014        | 2               |
| Janne Ahonen          | Finlandia | 1993-2018        | 2               |
| Thomas Morgenstern    | Austria   | 2003-2014        | 2               |
| Gregor Schlierenzauer | Austria   | 2006-in attività | 2               |
| Kamil Stoch           | Polonia   | 2004-in attività | 2               |
| Ryōyū Kobayashi       | Giappone  | 2016-in attività | 2               |
| Halvor Egner Granerud | Norvegia  | 2015-in attività | 2               |

#### Donne
| Nome              | Nazione     | Carriera         | Coppe del Mondo |
| ----------------- | ----------- | ---------------- | --------------- |
| Sara Takanashi    | Giappone    | 2011-in attività | 4               |
| Maren Lundby      | Norvegia    | 2011-2023        | 3               |
| Nika Prevc        | Slovenia    | 2021-in attività | 2               |
| Sarah Hendrickson | Stati Uniti | 2011-2019        | 1               |
| Daniela Iraschko  | Austria     | 2011-2023        | 1               |
| Nika Križnar      | Slovenia    | 2016-in attività | 1               |
| Marita Kramer     | Austria     | 2017-in attività | 1               |
| Eva Pinkelnig     | Austria     | 2015-in attività | 1               |